# رومان لينغيل
رومان لينغيل (بالتشيكية: Roman Lengyel)‏ هو لاعب كرة قدم تشيكي في مركز الدفاع، ولد في 3 نوفمبر 1978 في تشيسكي بوديوفيتسه في جمهورية التشيك. شارك مع منتخب جمهورية التشيك تحت 20 سنة لكرة القدم ومنتخب جمهورية التشيك تحت 21 سنة لكرة القدم ومنتخب جمهورية التشيك لكرة القدم. أما مع النوادي، فقد لعب مع سبارتا براغ ونادي تيبليتسه ونادي روستوف ونادي ساتورن رامنسكوي ونادي كوبان كراسنودار.

## وصلات خارجية
- رومان لينغيل على موقع الاتحاد الدولي (مؤرشف)  (الإنجليزية)
- رومان لينغيل على موقع الاتحاد التشيكي (الإنجليزية)
- رومان لينغيل على موقع قاعدة بيانات كرة القدم.إي يو (الإنجليزية)
- رومان لينغيل على موقع Soccerway.com (الإنجليزية)
- رومان لينغيل على موقع عالم كرة القدم.نت (الإنجليزية)
- رومان لينغيل على موقع أوليمبيديا (الإنجليزية)
- رومان لينغيل على موقع اللجنة الأولمبية التشيكية (التشيكية)